# マーレーコッド
マーレーコッド（Maccullochella peelii）は、スズキ目に分類される魚類。名前に「コッド」（タラ）とあるが、北半球の海産のタラとは分類が異なる（タラはタラ目タラ科）。マーレーコッドはオーストラリアでもっとも大型の淡水魚であり、世界的に見ても最大の部類に入る。
属名Maccullochella はオーストラリアの初期の魚類研究家である人物の姓であるマカロック(McCulloch)に由来し、種小名peelii は探検家トーマス・ミッチェルが記載した際の模式地であるピール川(Peel River)に由来する。1990年代になって近縁種のマリーリバーコッド (Mary River cod) が本種の亜種であるとされてMaccullochella peelii mariensis とされたため、基亜種であることを示す亜種小名をつけてMaccullochella peelii peeliiとされる。
個体数はオーストラリアのヨーロッパ人による植民地化以来、乱獲、生息地の荒廃などいくつかの理由により大きく減少している。しかし、かつてはオーストラリア最大の河川系であるマーレー・ダーリング流域に多く生息していた。
成熟すると肉食性を示し、主に他の魚を捕食する。丸太や他の堅い物の表面に産卵し、稚魚は春に生まれる。マーレーコッドは釣り人にとって人気のターゲットであり、水産養殖種でもある。また、オーストラリアの水族館では人気のある種でもある。

## 形態
マーレーコッドは断面がふくらんでおり、体長が大きなハタに似た魚である。彼らは幅広く、しゃくれたような頭部を持ち、大きな口に非常に小さな歯が多数覆っている。下あごは上あごより前に突き出ているか、ほぼ等しい。
前部の棘条の背鰭は高さが低く緩やかで、切れ込みによって後部の高い、軟条の背鰭と部分的に隔てられている。軟条の背鰭、尻鰭、尾鰭のすべては大きくて丸く、暗い灰色か黒色を呈しており白く明確な縁取りが見られる。大きな丸い胸びれは、通常は横腹と同じ色をしている。腹鰭は大きく、角張っていて胸びれより前方につく。腹鰭自体は通常半透明の白またはクリーム色であり、大型になるとこれが不透明になる傾向がある。そして主要な白い2つの鰭条に分かれている。
腹部は白からクリーム色である。彼らの背部から腹部にかけては通常黄色みの緑色または緑色で、より暗い緑色が重なっている。しかし時として茶色または黒の斑点が見られる。外観は大理石模様であり、時にヒョウ柄を彷彿とさせる。色合いは水の透明度とも関係があって、高い透明度を持つ生息地に分布するものほど強い色味を持つ。また澄んだ水域に住む中・小型個体は非常に明瞭な色合いを持つ。そして超大型の個体は小さな斑点のある灰みの緑色の傾向を持つ。
とても小さな水路に棲むものを除き、成熟した個体は体長が一様に80-100センチメートル（32-39インチ）に達する。マーレーコッドは最大で体長1メートル（3フィート）以上に成長する。公式な記録で最大のものは1.8メートル（6フィート）以上、113キログラム（250ポンド）であった。乱獲により、体長の大きな野生の個体は今日では珍しくなった。

## 関連した種

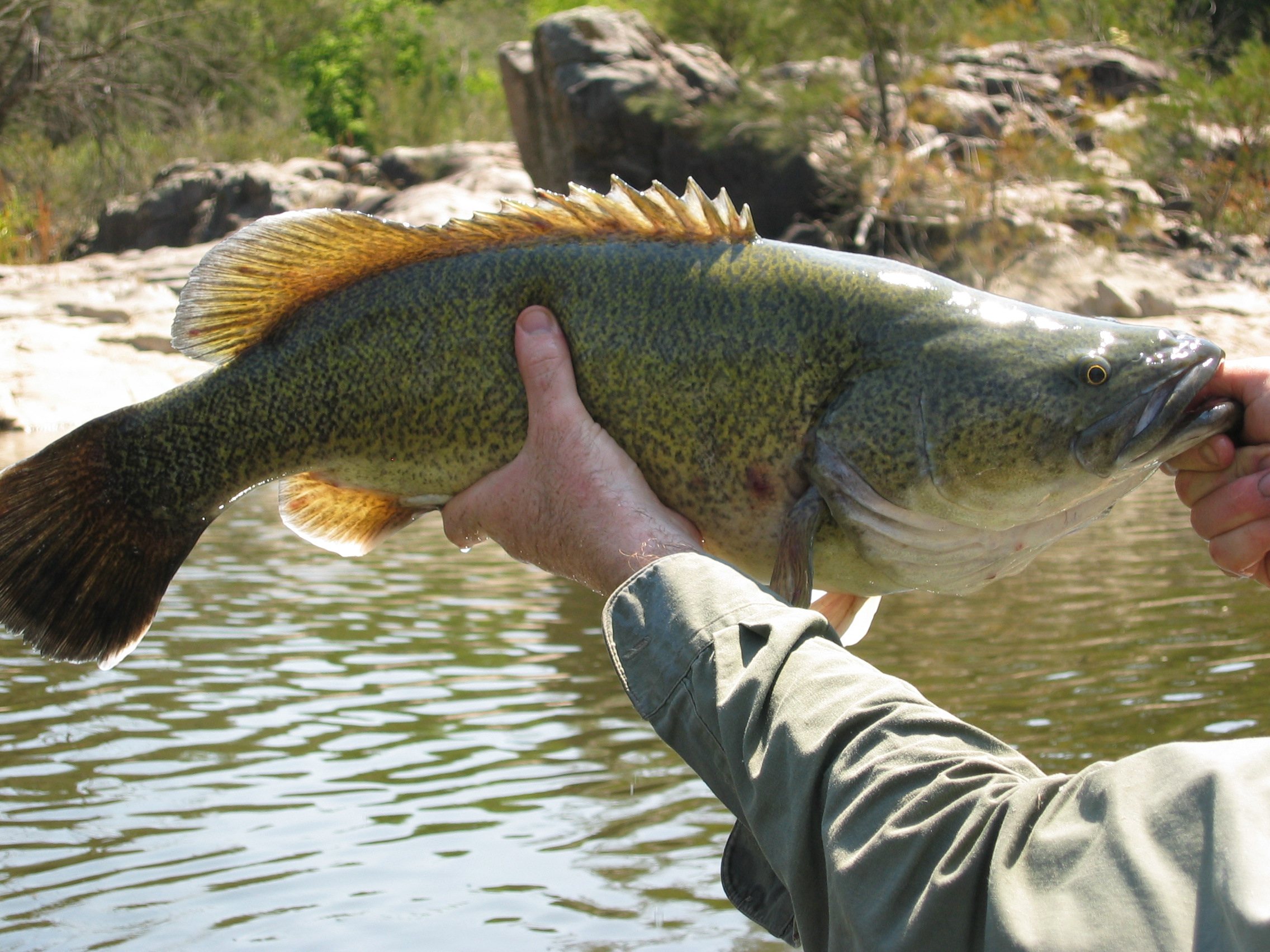
マーレーコッドはかなりの距離、川の上流まで生息域を押し広げる。

マーレーコッドは種分化におけるマーレー・ダーリング流域固有の魚種で下流から上流にまで生息しているが、主に下流域の魚である。一方で絶滅危惧種のトラウトコッド (Trout cod) は上流域にのみ分布する種である。模様はコッド種の中では僅かに不鮮明である。順応性があり環境に適応したマーレーコッドがかなりの距離を上流まで生息域を押し広げるので、絶滅が危惧されるトラウトコッドは上流・下流域を散在する（または数が減少する前に散在した）。これはマーレー・ダーリング両川の広範囲で起こる現象である。それでも、主に下流域の種と上流域専門の種への種分化の基本的なパターンは存在する。
天然の川に本来沿岸性のコッド（本来はタラの意だが本稿ではスズキ目の魚を指す）からいくつかの種と亜種が分布している現象を捉えるならば、マーレーコッドのようないくつかのマーレー・ダーリング固有の魚種は少なくともグレートディヴァイディング山脈を越えることもできた。最もよく知られたものは、北部ニューサウスウェールズ州のクラレンス川水系のイースタンフレッシュウォーターコッド (Eastern freshwater cod) と南東部クイーンズランド州のマリー川 (Mary River (Queensland)) 水系のマリーリバーコッド (Mary River cod) である。その両方ともが絶滅の危機に瀕しているが、今なお生き残っている。沿岸性のコッドは過去に北部ニューサウスウェールズ州のリッチモンド川水系とクイーンズランド州のブリスベン川水系でも見つかったが、現在は絶滅している。

## 分類
当初、コッド類にはただ1つの種であるマーレーコッドだけが認められ、キュヴィエによりGrystes macquariensis という学名が与えられていた。種小名のmacquariensis はホロタイプが捕らえられたニューサウスウェールズ州のマッコーリー川(Macquarie)にちなんだものである。1929年になってホイットリーにより、初期のオーストラリアの魚類研究者の姓である「マカロック」(McCulloch)にちなんだMaccullochella という新しい属名が与えられ、Maccullochella macquariensis となった。1970年代になって、トラウトコッドが別種であると認められた際に標本を詳しく再調査したところ、最初の「マーレーコッド」のホロタイプ標本は実際にはトラウトコッドに属するものであることが判明した。学名の命名の規則に従いM. macquariensis という学名はトラウトコッドのものとなり、マーレーコッドにはそれまで変種をさしていたpeelii が昇格して種名となったM. peeliiという新しい学名が与えられた。この種小名peelii はホロタイプが捕らえられたピール川(Peel River)にちなんだものである。その後、イースタンフレッシュウォーターコッド(M. ikei)とマリーリバーコッド (Mary River cod) (M. peelii mariensis)の2種のコッドが認められた。このうちマリーリバーコッドはマーレーコッドの学名をM. peelii peeliiと変えさせる原因となった。最近の研究ではマリーリバーコッドが実際はイースタンフレッシュウォーターコッドの亜種である可能性を示唆している。それが認められた場合、マリーリバーコッドの学名はM. ikei mariensisとなる可能性がある。

## 分布
マーレー川にちなんで名付けられた。マーレー川は、大陸の水のおよそ14%を海に排出する、東部オーストラリア、或いはオーストラリア最大で最も重要な河川系であるマーレー・ダーリング流域の一部である。分布域は実質的にマーレー・ダーリング流域のすべて（特に低地の地域と広がっている源泉、流域の南半分の標高700m（2297フィート）までと、流域の北半分の標高1000m（3281フィート）まで）を包含する。

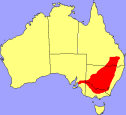
分布域。

従って早瀬とよどみおよび高地の岩がちな地形からなる冷たい、澄んだ流れと、マーレー・ダーリング流域の広い沖積低地の範囲の大きな、遅い流れで曲がりくねった川まで、広範囲に分布する。

## 生態
非常に長生きである。そして、それはオーストラリアの淡水の固有種に多く見られる特徴でもある。長命であることは、確実に少なくとも1回は産卵すなわち個体数の増加に参加することになるであろうという、変化しやすいオーストラリア環境での生き残り戦略である。そしてそれは異常に湿ったラニーニャの年にしばしば関連づけられて、10年か20年おきに1回起こることがあり得るだけである。オーストラリアで最も長命の淡水の固有種である。48年の長寿例がある。そしてこれまでのより大きな標本は、種が70歳以上というかなり長い年齢に達することが出来るということに疑いの余地が殆どないという事実を示している。
自分自身より小さなものなら何でも食べる頂点捕食者である。導入種であるコイ、キンギョ、ヨーロピアンパーチ、固有種であるゴールデンパーチ (Golden perch)、ボニーブリーム、タンダンキャット、タナゴモドキ類、オーストラリアンスメルトと、ザリガニ、エビ、マーレーリバークレイフィッシュのような甲殻類に及ぶ。最近の研究では低地の川と人工湖で成熟したマーレーコッドは魚類が食餌の大部分を占めることが確認された。そしてマーレーコッドはこれらの生息地の頂点捕食者である。鳥類、淡水性カメ、ヒガシウォータードラゴン、ヘビ、ネズミとカエルまで食べてしまうことも知られていた。夜間に表層をルアーやフライを曳いて、マーレーコッドを得ようとしている娯楽的な釣り師の観察によれば、底生待ち伏せ捕食者としてのマーレーコッドの一般に普及している説明が部分的に正しいのみであることが分かる。日中は底生が典型的であるが、夜間は活発に表層で餌を追う。そして、浅瀬の中へ危険を冒して進んで、しばしば表層から食餌を摂る。
4 - 6歳で性成熟する。性成熟は、年齢に依存している。野生個体のおよそ70 %は体長50センチメートルで性成熟した。一方マルワラ湖のような人工湖に棲む個体は、体長が60センチメートル以上であっても性成熟しない。このデータは漁獲するに当たっての大きさ制限が、50センチメートル（20インチ）では不十分で、漁獲の前に繁殖のより長いチャンスを与えるために、漁獲できるサイズを大幅に引き上げる必要があることを示す。ニューサウスウェールズ州はこれを認めて、漁獲してよい最小のサイズを55センチメートル（22インチ）に最近増やして、さらに2008年末には60センチメートル（2フィート）へ移行した。ビクトリア州の釣り場も、近いうちに先例に従うことになっている。
15 - 35キログラムのメスが最も多くの卵を産むので、その範囲が繁殖動物として最も重要な重量である。研究は現在、彼女らがより大きな卵黄嚢でより大きな幼生を生じる、だから、大半の魚種の大きな雌が重要でもあって、最も良好な繁殖習性を示す、より経験豊かな繁殖動物でありもすることを示している。そのような大きな雌は、情報を次世代に伝えるために、価値ある良好な遺伝子を持つこともあり得る。これらの要因のすべてが意味するのは大きな雌の産卵が、より高い幼生の生存率を持つこと、そして小さな雌魚の産卵より遙かに大きい生殖の貢献をもたらすことである。
メスは、最初の性成熟に達したときには、およそほんの10,000個の卵しか持てない。メスの大型個体は、80,000 - 90,000個の卵を持つことが出来る。最近の非常に大きな33kgの標本は110,000個の生存可能な卵を産した。卵数は多くの魚種と比較して、低い。
春、上昇する水温と光周期（日照の長さ）をきっかけとして産卵する。春の氾濫と一定の水温（20-21℃、68-70°F）が必要であると考えられていた。その春の氾濫は浮遊する動物プランクトンの流入および初期成長段階の底生生物を氾濫原から主要な河道へ押し流すことにより、仔魚や稚魚の成育(即ち、青年期への生き残り)のために春先の氾濫は重要であると考えていた。しかし最近の研究では春先の氾濫の有無に関わらず、また 15℃(59°F) の低い温度でも年々成長する事が分かってきた。さらに最近の研究は、氾濫しない低地の川で大量の表在底生性／着生の餌食を示した、様々な難しい状況で生き残りを可能にしなければならないマーレイコッドの幼生の特徴 、そして、うまい具合に氾濫しない川で食物を摂取する有意な量のマーレーコッドの幼生を示した。
最新の研究では実際には流れの本流の中で彼らのライフサイクルのすべてを送ることを示した。氾濫原で産卵する、あるいは食餌を摂る、これら以前の認識は、誤っている。マーレーコッドは川本流か春の洪水で水浸しにされたとき、本流と支流に、氾濫原でない場合に繁殖活動を行う。氾濫原でない場合、マーレーコッド幼生は川本流か、あるいは春の洪水の時には本流と他の流路が氾濫原源で水浸しにされた場所より上流で食餌を摂る。
水位の高い春の流れ、または洪水が発生したならば、産卵はかなり上流で行われるよう優先される。彼らが住み家である同じ沈み木に正確に戻る前に、マーレー川で送信機をつけられた個体は、産卵のために最高120キロメートル、上流に移動した。娯楽的・商業的な釣り師の数十年に及ぶ観察は、そのような春の産卵のための移動が、地理的視認距離全体で普通に見られることを示唆している。産卵はつがいになるための求愛儀式によって始められる。求愛儀式の間に、産卵場所が選ばれて、手入れがなされる。産卵場所は岩のように堅い表面で水深2 - 3メートルの深さから選ばれる。雌は産卵場所の表面に大きな接着性卵を産む。そして雄が受精させる。雌はその後、産卵場所を去る。一方雄は6 - 10日間（水温に応じて変化する）卵を守り続ける。さらなる次の週、または卵から孵化した幼生が散らばるまでの間、雄は幼生を守り続ける。幼生は夜間に川の流れを漂うことによって巣から散っていき、およそ4 - 7日間、この習性が継続する。孵化から分散までの間に仔魚は同時に自身の卵黄嚢の残りを吸収して、漂流性の動物プランクトン、大型無脊椎動物の幼生、次第に近底棲生物の幼生を摂り生存していく。
当初の考えよりも、川の流れと繁殖活動の関係がより複雑であり、安定した低い流れを含む状況の範囲の下で繁殖できることがあり得ることを、この情報は示している（より顧みられることのなかった低地の川の低い流れの状況下の繁殖は、今は証明された）。とても大きな総数を持つ、外来種のコイとの競合は、当初の考えより非常に大きく、仔魚・稚魚の生き残りと繁殖に否定的な影響を及ぼしている。そして、産卵している成体の減少を通して、それは数十年間、乱獲をしてきた現在の州において、最初の考えよりはるかに大きな役割を果たしている。
これらの調査結果は、川の（人的）制御と水を抜き取ることが持つ川が魚の資源量に対する悪影響をなかったことを意味せず、むしろ川の制御は他の固有の魚類の減少における主な要因であったということを意味している。熱公害も大きな問題（下記参照）であり、繁殖期（それは、長期の間マーレーコッドの個体数を支えることにとって重要でありえる）が春の氾濫から生じることが「ありえる」という証拠とオーストラリア低地の川生態系の安寧が一般に周期的な春の氾濫に頼るという豊富な証拠がある。また、マーレー・ダーリング水系の大部分の川の制御（主にかんがい目的）のために、特別な春の洪水だけは、なんとか「自由になる」ことができる。長期生存能力、他の固有の魚種と川の生態系は、この事実に直面して、とても重要である。

## 人間との関係
英語圏での別名としてCod、Codfish、East coast cod、Goodo、Green fishなどがある。
漁業や釣りによる乱獲、堰の設置による移動の阻害、熱汚染による卵や仔稚魚の成育の阻害などにより生息数が減少した。漁獲量からニューサウスウェールズ州や南オーストラリア州では、特に1950 - 60年代にかけて生息数が激減したと推定されている。2010年代の調査では生息数は安定しているか増加傾向にあると考えられ、絶滅のおそれは低いと考えられている。

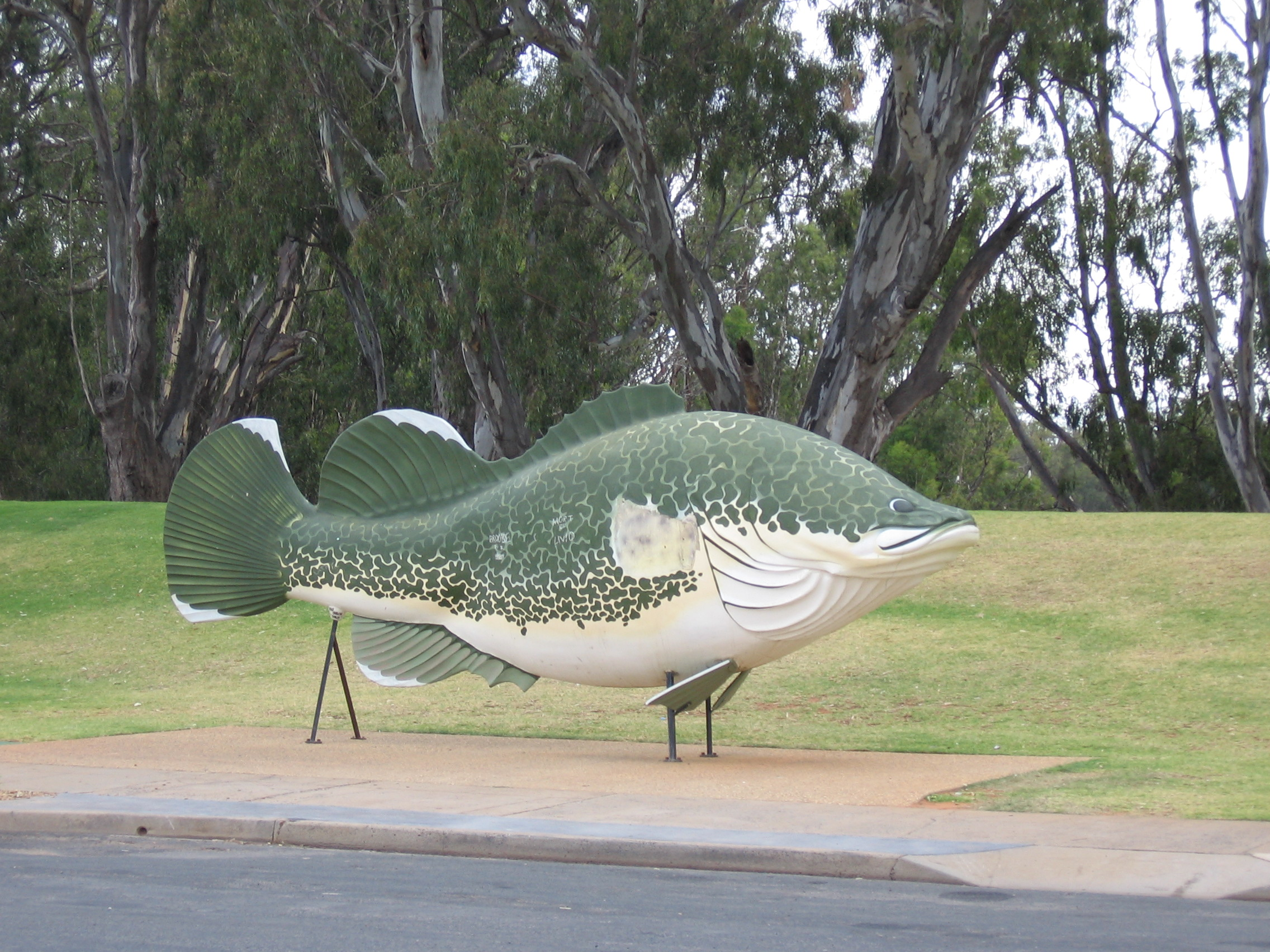
ニューサウスウェールズ州タカンウォルのマーレーコッド像

かつてはマーレー・ダーリング川流域においてもっともよく見られた魚であったが、19世紀後半から20世紀初頭にかけての乱獲によって最初の深刻な個体数の減少が引き起こされた。この時期に漁師や釣客によって捕らえられたマーレーコッドの数は想像もつかないほどのものであった。。20世紀に入ってからのさらなる深刻な減少を引き起こした要因は、以下で列挙する。

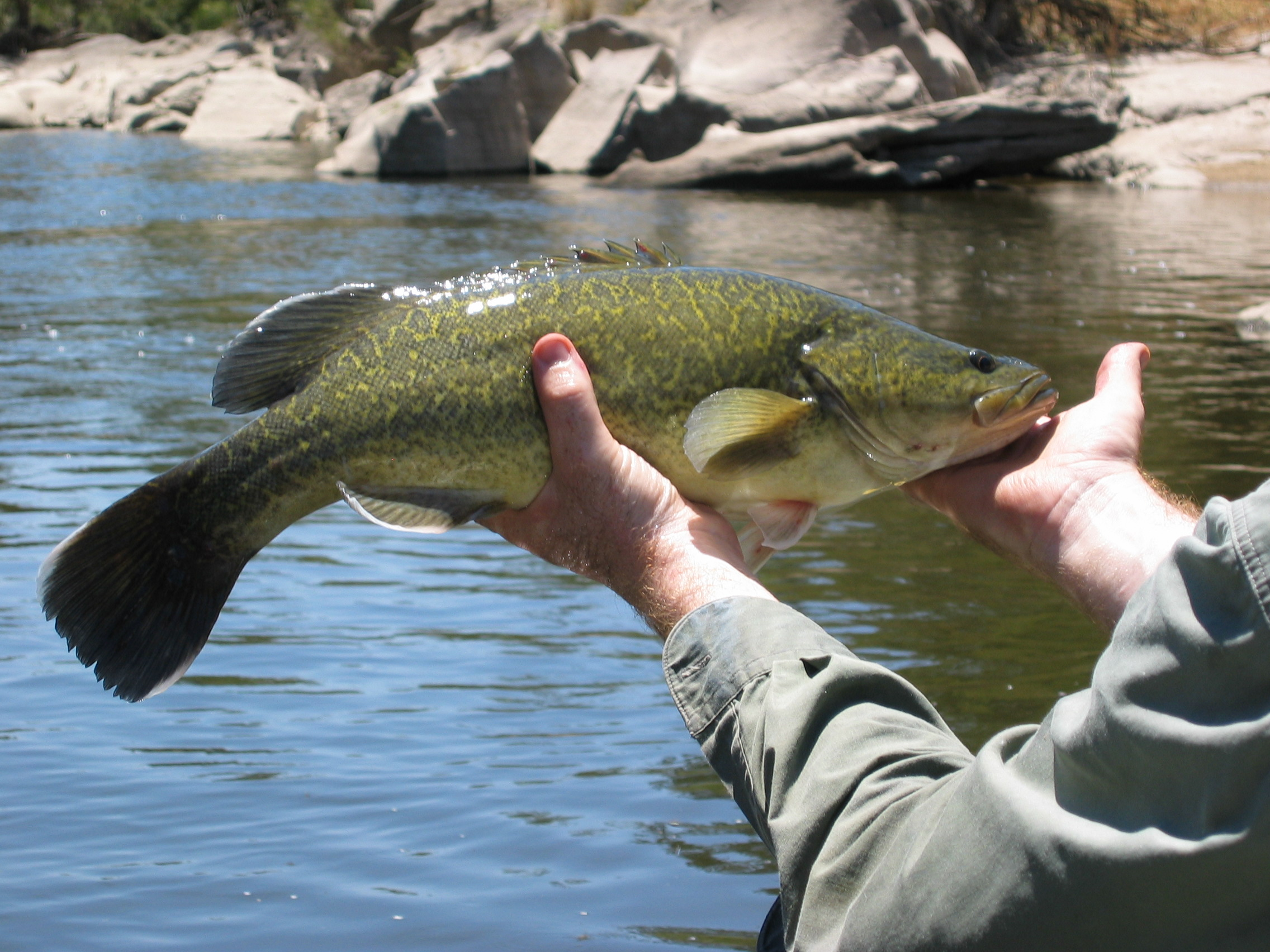
上流部の小さなマーレーコッド。

依然として以下に列挙されている減少要因全ての影響を受け続けている。現在、野生個体群維持の見通しは憂慮すべき状態にある。
全般的な趨勢を見るときに釣客の影響を低く見積もる傾向があるが、最近の個体数調査によると、法律で捕獲が認められているサイズ（大部分の州で50cm以上）に満たない個体は十分に見られるが、それを上回る個体はほとんど生息していないと言っていいほどまでに激減していることが示されている。大多数のマーレーコッドが釣客によって放流されたものであることを示唆する2つの小規模な調査の結果には留意しなければならないが、しかし、これらの調査の妥当性にはいくつかの疑問が残る。これらの調査では、法律で規制されているまさにそのサイズを境としてマーレーコッドの個体数が激減していることを説明できないからである。そしてもっとも重要な、強調すべきことは、これらの調査が基本的な点を見落としていることである。大型で長寿の生物種として比較的弱い繁殖能力と遅い性成熟を特徴とする野生のマーレーコッドは乱獲にとても弱く、本当にわずかな釣客による被害でさえ大きな影響を与えるのである。以上の点から、野生のマーレーコッドに対する遊漁規制の厳格化とキャッチ・アンド・リリースの大々的な推進がこの問題を軽減するであろう。
もう一つ問題となるのは、産卵期を迎えようとする冬の、あるいは産卵期の初期にある春のマーレーコッドがキャッチ・アンド・リリースされた場合である。この場合、卵は産卵されることなく体に再吸収されてしまう。これは他の危機的な問題と比較すればそれほど重要でない問題かもしれないが、それでも環境に気を遣う釣客はこれらの季節に野生個体を捕らえることを避けようとする。現時点で禁漁期は春の産卵期に設定されており、その間、釣客はたとえキャッチ・アンド・リリースを行うとしても、マーレーコッドを遊漁対象とすることは許可されない。
州政府の漁業部局は人工的な環境において養殖された個体の放流による個体群の回復策を支援している。春の洪水の必要性や遊漁の抑制といった個体数の回復に影響する重要な問題は、現在のところ未だ取り組まれてはいないが、連邦政府が策定を進めている回復計画の中に組み入れられるであろう。
本来、マーレー川と南の支流は、冬に流量が増え、春に洪水を起こし、夏から秋にかけて流量が減るというパターンを示していた。マーレー・ダーリング固有の魚類の繁殖行動は、この自然のパターンに沿ったものである。灌漑のための河川管理はこの自然のパターンを逆転させ、繁殖成功率と個体数の回復に悪い影響を与えた。現在、マーレー川と南の支流の大部分は灌漑需要に応じるために、夏と秋に流量が増やされ、冬と春には流量が抑えられている。年1回の周期的な春の洪水を含む中小規模の洪水は、完全に押さえ込まれている。
河口での流量は、1995年までに本来の流量のわずか27%にまで落ち込んだと見積もられている。マーレー川河口が干上がる確率は、本来の5%から1995年には60%に増大した。
水温の人為的な低下によって引き起こされる熱公害も重要である。これは、特に夏と秋において、灌漑需要に応じるために貯水池の下部に貯まっていた冷たい水が放流されることによって引き起こされる。熱公害は繁殖行動と稚魚の生存を妨げ、極端な場合では成魚の生存をも脅かす。
マーレー・ダーリング川水系のダムや堰からまれに放流される洪水は、河川管理システムによって流量を調節され、本来の時期から遅らせられている。このような河川管理方式が非常に有害で、生態系全般の利益を大幅に損ねていることを示す研究が増えている。マーレー・ダーリング固有種に繁殖機会を与えることができるのは、現在では滅多になくなった洪水である。。
ダムや堰などの川の流れをせき止める構築物は成魚、稚魚を問わず移動を阻み、生息域の再拡大や孤立した個体群の維持を妨げる。付け加えると、最近の研究では、稚魚が引上堰を通り抜ける時、そのおよそ50%が死亡することが明らかにされている。
この150年ほどの間に、主にリバーレッドガムツリーからなる数十〜百万本以上の沈木がマーレー・ダーリング川流域の下流域から取り除かれてきた。このような大規模な沈木の除去によって、生態系は破壊的な影響を受けた。沈木は産卵場所ともなり、下流域の生態系において非常に重要な機能を果たしている。主に砂泥から構成される下流域の水路底にあって数少ない堅い底質の一つとして、沈木はバイオフィルムの形成や小型の無脊椎動物の生息、水流中における全般的な生産性に関わる重要な場所である。
植生の変化と牛の放牧によって荒れた河岸から流入する泥は淀みを埋め、川の生態系を悪化させてマーレーコッドの生息に適さないものに変えてしまう。川辺の植生が失われることによって、泥の堆積と生態系の様々な悪化はよりいっそう酷くなる。
不十分な遊漁規則と釣客による持続的な乱獲は、非常に深刻な脅威となっている。科学的調査によって性成熟個体の平均的なサイズが明らかにされた現在では、大部分の州で採用されている50cmという規制サイズ（クイーンズランド州は60cm（2ft））は全く不十分である。この研究と実際に採取された標本データ、そしてコンピュータによるシミュレーションは、マーレーコッドの野生個体群を長期的に維持するために、さしあたって規制サイズを70cmに上げ、今までは2-4匹の漁獲だったものを1匹にまで減らすといった対策が必要であることを示している。現在のところ、これらの改革を速やかに実行しようとする動きは見られない。
移入されたコイと固有種の間に、その成長初期において食糧を巡る深刻な競争が存在していることを示す証拠が提出されている。現在では、移入されたコイはマーレー・ダーリング水系の魚類相の中で支配的な地位にある。バイオマスのなかで現在コイが占めている割合、そして生み出される大量のコイの稚魚は、川の生態系と固有魚に対する深刻な悪影響を引き起こしている。
以下にあげる外来の病原体は深刻な影響を与え、その全ては外来種の魚の移入によってもたらされた。Chilodenellaはマーレーコッドの皮膚に寄生する原虫で、多くの野生のマーレーコッドを死に追いやった。ミズカビは卵や皮膚にしばしば感染する。釣客がキャッチ・アンド・リリース時に乱暴に取り扱うことによって傷ついたマーレーコッドの皮膚に感染することもある。野生個体群全体が、「イカリムシ」Lernaea（マーレーコッドの皮膚に寄生するカイアシ類）の蔓延にさらされることもある。Lernaeaの蔓延によって死ぬ成魚は、おそらく一般的に考えられているよりも多い。B.エブナーは、多くの成熟したばかりの個体がLernaeaの蔓延によって死んだことを報告している。
マーレー・ダーリング川流域の多くのアボリジニ部族の神話において非常に重要な役割を果たしており、いくつかの部族、とくにマーレー川流域の部族においては崇拝の対象となっている。これらの部族の神話では、マーレー川は、神話上の狩人から逃れるために小川を逃げた巨大なマーレーコッドによって創られたとされる。この神話によれば、逃げるマーレーコッドは川を掘り拡げ、その尾を打ったところが川の湾曲部になった。このマーレーコッドはついに河口近くで仕留められ、切り刻まれた体は川に投げ込まれた。投げ込まれた肉片は、川の他の全ての魚となった。無傷のまま残っていたマーレコッドの頭は「マーレーコッドを守り続けてくれ」と言ったが、これもまた川に投げ込まれたとされる。
孵化場で育てられた個体は、現在南オーストラリアの水族館で、容易に目にすることが出来る。マーレーコッドは水族館にとって非常に魅力的で、価値があり、人気のある魚となる。これら捕食性のオーストラリア固有魚種の一つが生きているエビや魚を攻撃して食べるのを見ることは、ある種の畏敬の念を起こさせる展示であり得る。

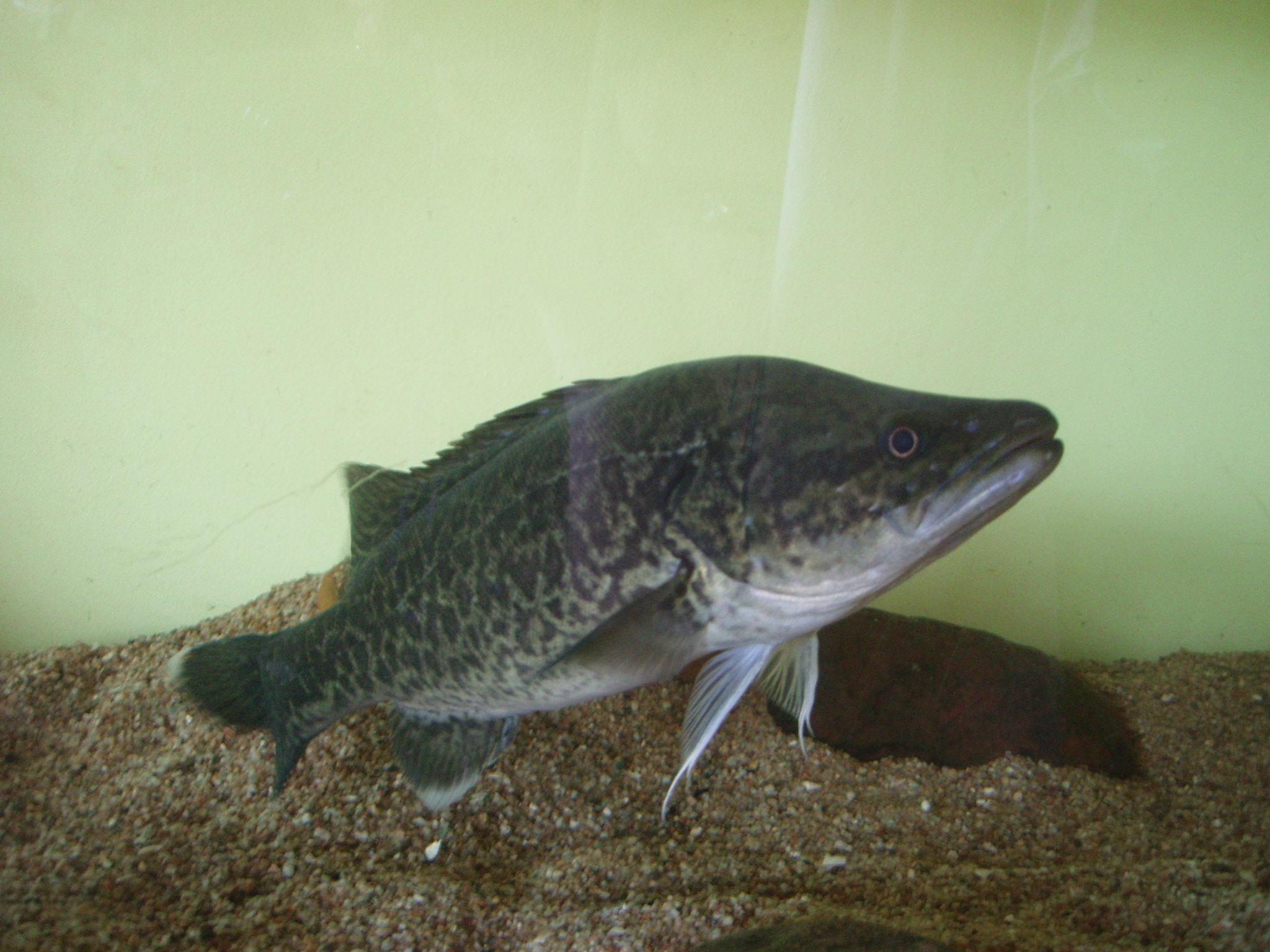
こちらに顔を向けている、若いマーレーコッド。

生涯を通してみればゆっくり成長するが、最初の3-4年は早く成長する。このため飼育するのであれば大きな水槽が望ましい。長さ最低1.2m（4フィート）、望ましくは1.5m-1.8m（5-6フィート）である。隠れることが出来る構造があることを好むので、沈んだ材木のようなものがあるといい。野生では冬期に低温下でも生存するためヒーターを必要としないものの、24℃の水温が成長には最も適している。しかしこれは大きなサイズのマーレーコッドの生息範囲を考えると、通常望ましくない。一部の経験豊かな水族館長は、生餌、魚の切り身と他の食品を便利に餌を食べることが出来るサイズ（15-20センチメートル）を使い、早く成長させるためにヒータの温度を24℃に設定する。そこで彼らはより対処可能な水準へ持って行くためヒーターを使い、成長率を制御する.。逆に言えば、マーレーコッドはとても高水温に影響されやすい。水温30度以上の温度は推奨されず、水温33度を超えると死に至る。氷で満たされたソフトドリンクのボトルが水槽の温度を下げるための緊急措置として使われることがある。
多くの淡水魚と異なり、極度の干ばつの間、マーレー・ダーリング流域の下流域で高い塩分濃度を経験するので、塩分に対しては非常に耐性がある。一般的な海塩は水槽で長生きさせるために役立つ道具である。1リットルにつき0.5~1グラムの塩分は、健康を増進して、大部分の病原体を寄せ付けなくする。しかし、使われる海塩は添加物（ヨウ素、銅塩、フリーフロー剤など）を含まないことになるよう注意が必要である。
理想的には隔離手順は食餌魚が水槽内に病気を導入しないようにするため、用いられなければならない。マーレーコッドは白点病（正式名称Ichthyophthirius multifiliisの一般的な用語）と菌類の皮膚感染を起こす。餌を摂取する前に1リットルあたり1時間に最低10グラムの食塩水ですべて食物を消毒する必要がある。
水のpHは、中性か、僅かにアルカリ性を示しておかなければならない。7.0-8.0は許容範囲であって、理想は7.0-7.5である。少しの貝殻砂は、激しいpH振幅に対するバッファーを準備する。
小型個体は非常に臆病である。しかしこれは、通常生命の最初の数ヶ月間で解決する問題である。多くの飼育個体は、特定のサイズに達すると即座に突然自信を得て、好奇心旺盛で、敏感で、水族館の他の魚に報いるようになった。